# Isländische Küstenwache
Die Isländische Küstenwache (Landhelgisgæsla Íslands oder Landhelgisgæslan) ist die nationale Küstenwache Islands. Sie untersteht dem Justizministerium Islands.

## Geschichte

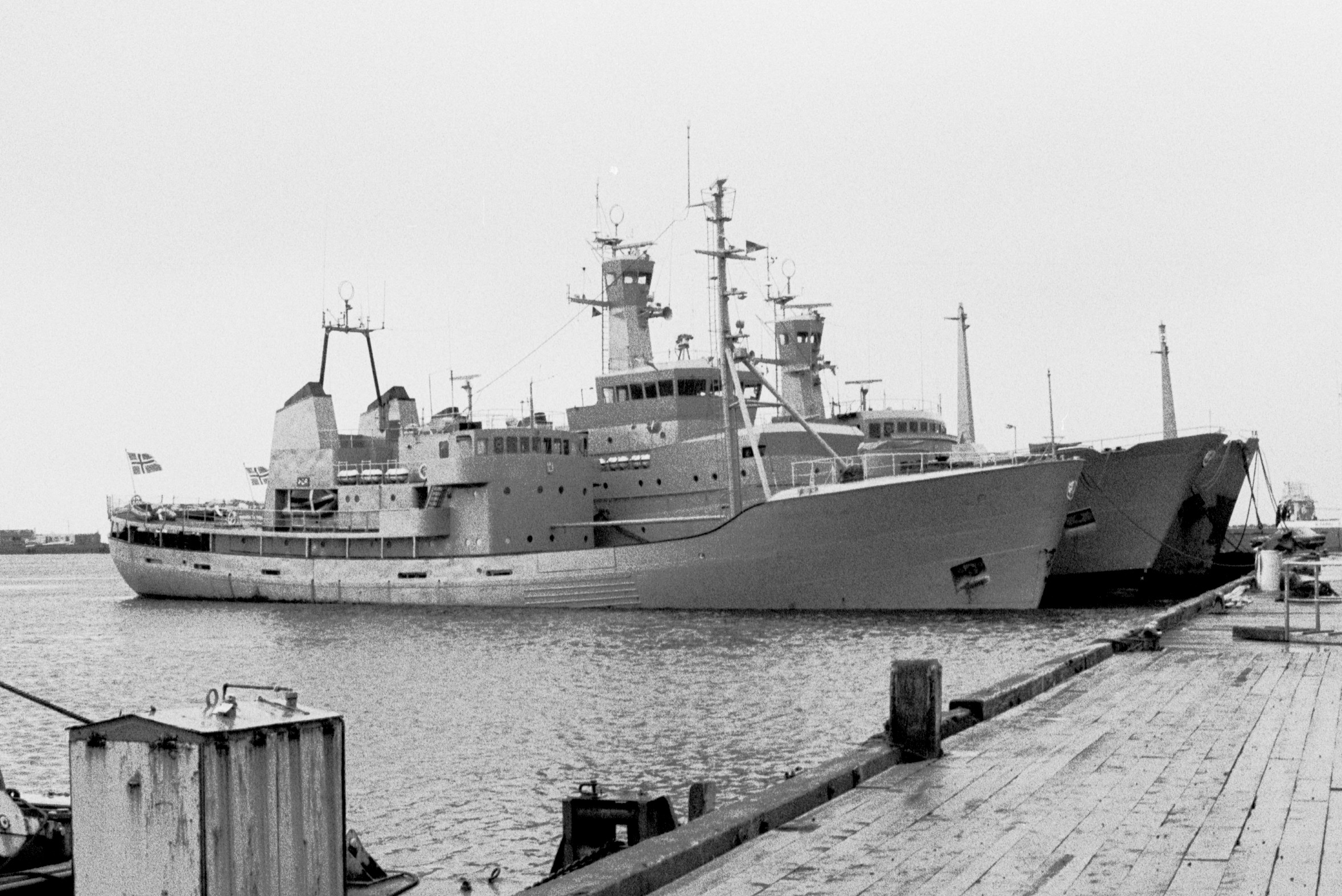
Ehemalige Schiffe der isländischen Küstenwache in den 80er Jahren

Die Ursprünge der Isländischen Küstenwache können bis ins Jahr 1859 zurückverfolgt werden, als die Korvette Ørnen mit Patrouillen in isländischen Gewässern begann. Im Jahre 1906 kam das erste eigens für diesen Zweck gebaute Patrouillenboot Islands Falk nach Island. Die Verteidigung des eigenen Hoheitsgebietes auf See begann ungefähr 1920. Offiziell wurde die Isländische Küstenwache am 1. Juli 1926 gegründet. Eine entscheidende Rolle spielte die Isländische Küstenwache in der Zeit der Kabeljaukriege mit England und weiteren europäischen Fischereinationen zwischen 1958 und 1975 um Fischereirechte in den Gewässern um Island.
1954 übernahm die Landhelgisgæslan ein früheres Flugboot der United States Navy, eine Consolidated PBY-6A Catalina, das 1962 von einer mit Radar und Suchscheinwerfern ausgestatteten Douglas C-54 Skymaster abgelöst wurde. Ab 1969 erledigten zwei Flugboote Grumman HU-16C Albatros deren Aufgaben. Eine frühere Fokker F-27-200 von All Nippon Airways löste diese 1972 ab, bevor 1976 die fabrikneue Überwachungsmaschine TF-SYN des gleichen Fokker-Typs angeschafft wurde.
1985 und 1986 folgten dann die ersten beiden Helikopter Aérospatiale AS 350B Ecureuil (TF-GRO) und AS 365N Dauphin (TF-SIF). 1995 wurde noch ein Aérospatiale AS 332L2 Super Puma beschafft.

## Aufgaben

### Schutz der Fischereigrenzen
Wichtigste Aufgabe ist der Schutz der Fischereigrenzen. Der Kabeljaukriege mit England und weiteren europäischen Fischereinationen zwischen 1958 und 1975 um Fischereirechte in den Gewässern um Island sah einen massiven Einsatz der Küstenwache auch gegen ausländische Fischerei- und Kriegsschiffe. Die Isländer zerstörten die Fanggeräte fremder Fischerboote, die sich innerhalb der beanspruchten Schutzzone befanden. Es kam auch zu einer Reihe von Zwischenfällen, bei denen britische und isländische Schiffe einander rammten. Das kleine und militärlose Island konnte seine Interessen am Ende durchsetzen. Der Schutz der Fischereigrenzen ist aber weiterhin aktuell, so hatte z. B. Mitte Juni 2006 die Landhelgisgæslan mit Hilfe eines Aufklärungshelikopters und einer Entermannschaft einen Trawler der Färöer-Inseln aufgebracht, der in der isländischen Fischereizone auf Fang war.

### Küstensicherung nach Abzug der Amerikaner
Über Jahre hatte Island die Fischereizonen rund um die Insel vergrößert und als NATO-Mitglied von den Vereinigten Staaten überwachen lassen. 2006 wurde der Stützpunkt Keflavík geschlossen, nachdem die Amerikaner von Island abzogen. Mit dem Rückzug der Amerikaner ist das Land für die Küstensicherung selbst verantwortlich, was Island vor große Probleme stellt, da die vorhandenen Kräfte der Landhelgisgæslan gering sind.
Zuletzt hatte die unabhängige 85th Group als Teil der United States European Command die Iceland Defense Force (IDF) gebildet und stand unter dem Kommando des USAF-Colonels Philip Gibbons. Ihm waren sieben Geschwader mit rund 700 amerikanischen und mehr als 700 isländischen Zivilbeschäftigten unterstellt. Die kampfstarke Komponente der 85th Operations Squadron mit McDonnell Douglas F-15, F-18, Lockheed HC-130, Orion und Boeing KC-135 konnte nicht gleichwertig ersetzt werden. Die Aufgaben der 56th Rescue Squadron der Amerikaner mit luftbetankungsfähigen Sikorsky HH-60G Pavehawk-Helikoptern, die bis dato permanent im Nordatlantik stationiert war, um Rettungs- (SAR) und Kampfrettungseinsätze (CSAR) zu fliegen, muss seitdem die Landhelgisgæslan übernehmen.

## Radarüberwachung

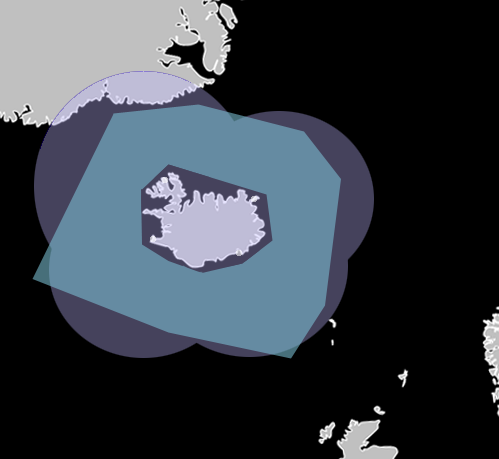
Der isländische Luftraum (Türkis) und die Überwachungszone der Radare (Blau).

Zur Küstenwache gehört auch das isländische Luftraumüberwachungssystem (isländisch Íslenska loftvarnakerfið), welches an vier Standorten aufgestellt ist und nahezu den gesamten Luftraum von Island überwacht. Das Luftverteidigungssystem ist Teil der NATO und wurde auch größtenteils von der Organisation finanziert. Das Kontrollzentrum befindet sich auf dem Flughafen Keflavík, die anderen Systeme sind über das Land verteilt.
- H1 Miðnesheiði ()
- H2 Gunnólfsvíkurfjall ()
- H3 Stokksnes ()
- H4 Bolafjall ()

Das System besteht aus vier AN/FPS-117 Radaren die von Lockheed Martin geliefert wurden. Im Jahr 2020 wurde bekannt, dass die NATO die Systeme modernisieren lassen will.

## Bekannte Offiziere
Unter den bekannten Offizieren der Isländischen Küstenwache, die sich bei der Verteidigung der isländischen ausschließlichen Wirtschaftszone vor dem britischen Eindringen während der Kabeljaukriege auszeichneten, zählen Helgi Hallvarðsson, Pétur Sigurðsson (der die Technik des Netzabschneidens entwickelte) und Eiríkur Kristófersson.

## Ausrüstung

### Aktueller Schiffsbestand
| Name   | Bild | Funktion                          | Werft                           | Auslieferung | Stationierung |
| ------ | ---- | --------------------------------- | ------------------------------- | ------------ | ------------- |
| Freyja |      | Patrouillenboot                   | SeKwang, Südkorea               | 2021         | Siglufjörður  |
| Thor   |      | Patrouillenboot                   | ASMAR, Chile                    | 2011         | Reykjavik     |
| Baldur |      | Forschungsschiff, Patrouillenboot | Vélsmiðja Seyðisfjarðar, Island | 1991         | Reykjavik     |
| Óðinn  |      | Spezialboot                       | Rafnar, Island                  | 2015         |               |

### Ausgemusterte Schiffe
- Thor, 1920 gebaut
- Thor, 1930 gebaut
- Thor, 1951 gebaut
- Óðinn, 1959 gebaut, heute Bestandteil des Reykjavik Maritime Museum, kann im Rahmen von Führungen besichtigt werden.[9]
- Aegir, 1967 bis 2020 im Dienst[10]
- Týr, 1975 bis 2021 im Dienst[11]

### Luftfahrzeuge

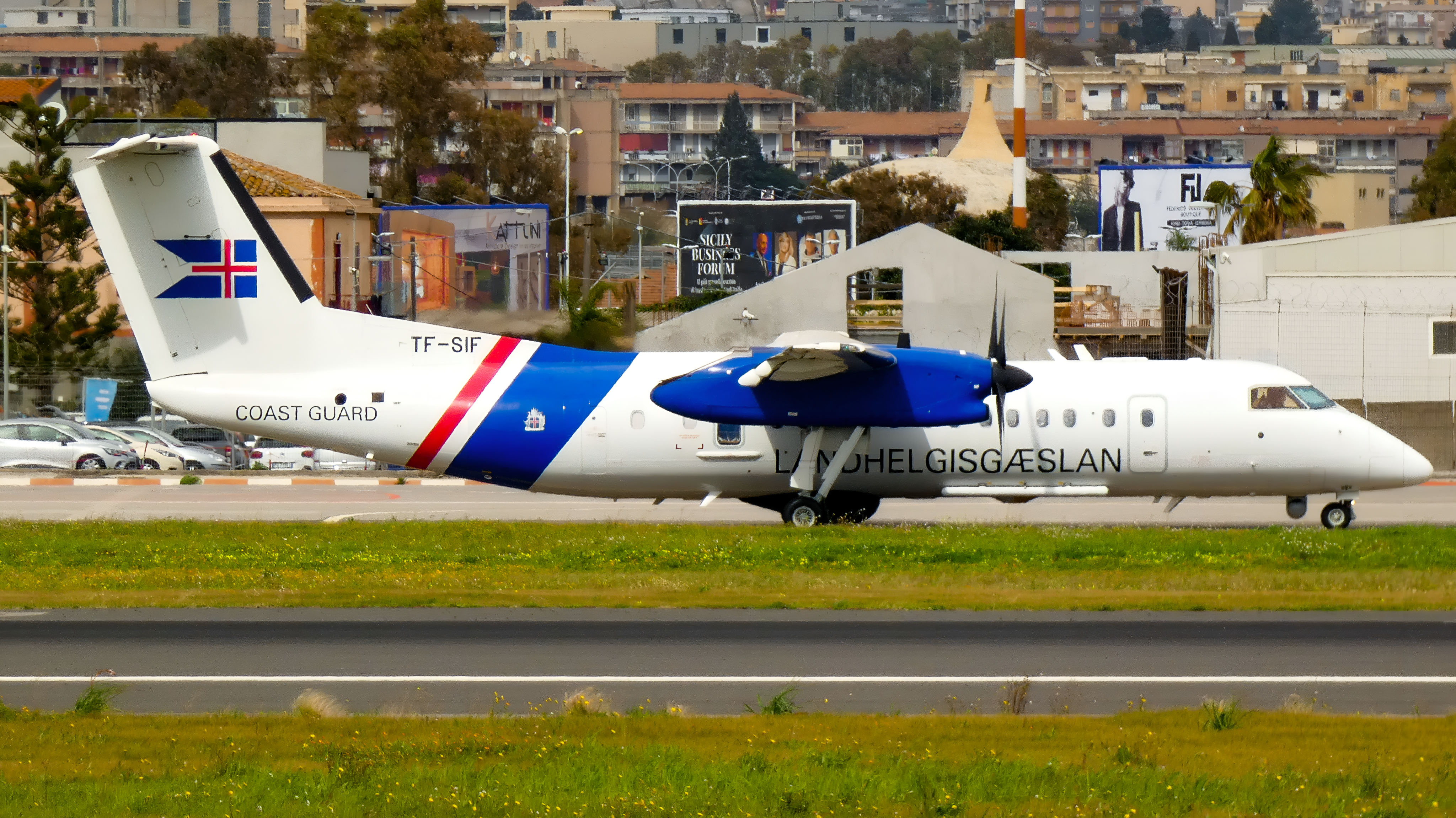
Seefernaufklärer DHC-8

Die Isländische Küstenwache verfügt über eine De Havilland DHC-8-300, welche zur Seefernaufklärerung dient. Des Weiteren hat die Küstenwache drei Airbus Helicopters H225 geleast.